# Wolfgang Uhle
Wolfgang Uhle (* 1512 in Elterlein; † 7. April 1594 in Breitenbrunn/Erzgeb.) war ein deutscher lutherischer Pfarrer. Er wird als „der Pestpfarrer von Annaberg“ bezeichnet.

## Leben

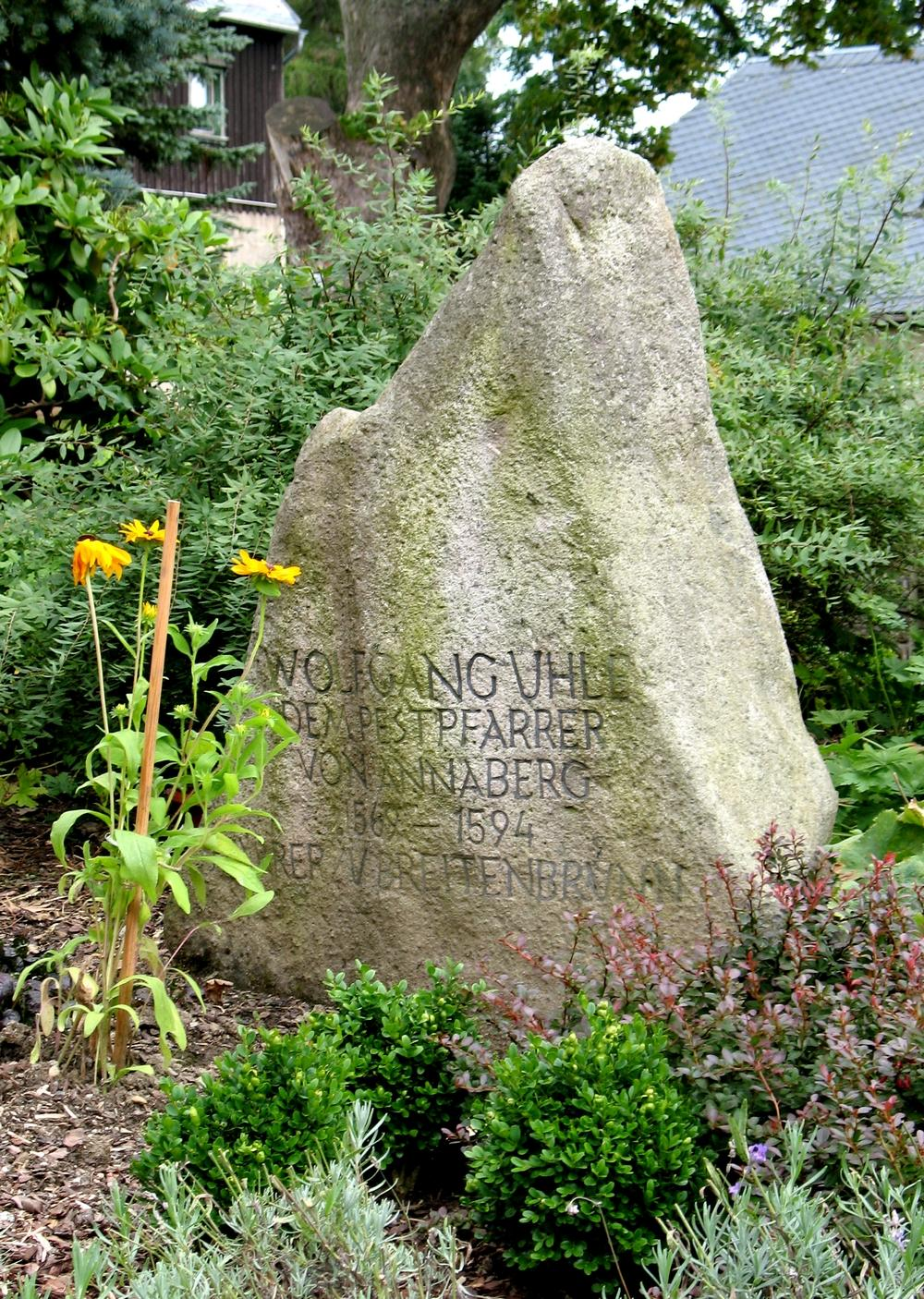
Gedenkstein an der Breitenbrunner Kirche

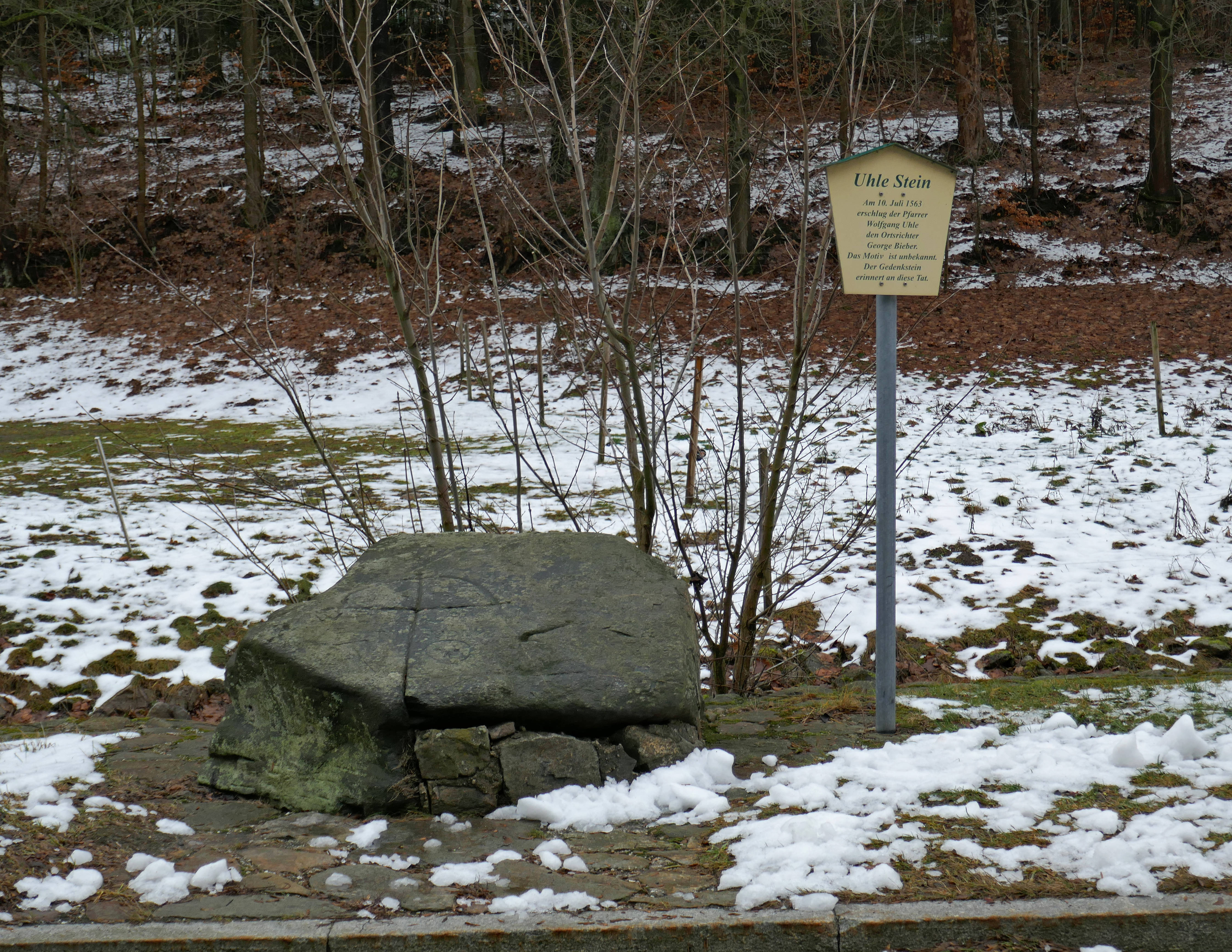
Gedenkstein für den Clausnitzer Ortsrichter Georg Bieber

Als Sohn eines Bürgers wuchs Uhle in der kleinen Stadt Elterlein auf. Nach dem Schulbesuch studierte er in Leipzig Theologie und kam mit den Lehren der Reformation in Berührung. 1542 wurde er in Wittenberg ordiniert und übernahm die Stelle eines Diakons in Neustädtel. Anschließend war er evangelischer Pfarrer in Lauterbach, Stollberg und Oberlungwitz. 1558 wurde Uhle Pfarrer in Clausnitz, wo sich die Familie 1561 ein Gut kaufte.
Die Legende sagt, dass es in dieser Zeit zwischen Pfarrer Uhle und dem korrupten Clausnitzer Ortsrichter Georg Bieber zu Auseinandersetzungen kam, die 1563 eskalierten. Der seit seiner Jugend zu Jähzorn neigende Pfarrer erschlug danach den Richter und floh in die Wälder auf der böhmischen Seite des Erzgebirges. In Abwesenheit wurde Uhle durch das Halsgericht wegen Mordes zum Tode verurteilt.
Vorhandene Quellen belegen hingegen weder in welchem Verhältnis Pfarrer und Richter standen noch den Ausgang des Gerichtsprozesses. Sicher ist, dass Bieber am 10. Juli 1563 erschlagen wurde, denn Uhles Nachfolger vermerkte im Clausnitzer Kirchenbuch:
Im 1563 Jare, den 10 July, welcher war der Sonabent nach Kiliani, ist der Richter zur Clausnitz George Bieber von dem Pfarrer daselbst, Herr Wolff Ulen genant, mit einem spitzigen husserischem Hammer, welcher des Richters gewesen, erschlagen worden, unten im Dorff bey der Schmelzhütten. 

Der Pfarrer galt offenbar als der Täter. Er entzog sich zunächst einem „kurzen Prozess“, begehrte dann aber vom Kurfürsten freies Geleit, um sich einem „ordentlichen Prozess“ stellen zu können. Dass am Ende der Verhandlungen Uhle als Mörder verurteilt wurde, ist zweifelhaft. Möglicherweise wurde er wegen Totschlags verurteilt, oder der Tod des Richters wurde als Folge von Notwehr oder eines Unfalls angesehen.
1565 brach in Annaberg die Pest aus. Möglicherweise im folgenden Jahr, die von Gertrud Busch herausgegebene Autobiographie Uhles (s. u.) lässt aber auf 1568 schließen, ist Wolfgang Uhle als „Pestpfarrer“ dort zu finden. Die Legende sagt, Uhle unterbreitete der Stadt unter der Bedingung seiner Begnadigung das Angebot, die Stelle eines Pestpfarrers zu übernehmen. Die Stadt nahm sein Angebot an, da sich freiwillig kaum ein anderer Pfarrer in die von der Seuche betroffene Stadt begeben würde, und setzte sich beim Kurfürsten für ihn ein. Nach der Begnadigung durch Kurfürst August trat Wolfgang Uhle die Stelle an.
Tatsächlich lässt sich bisher nachweisen, dass Uhle von Oktober 1566 bis Ende April 1568 in drei Perioden in Annaberg als Pfarrer für die „vergifften personen“ wirkte. Trotz seines ständigen Kontakts mit den Infizierten, der Krankenpflege und der geistlichen Betreuung der Sterbenden, erkrankte Uhle offenbar nicht an der Seuche. Ebenso blieb auch sein Nachfolger Petrus Schüler (oder Schiller) verschont, der 1568 das Amt des Pestilentiales, des Pestpfarrers, antrat, und während dessen Dienstzeit die Seuche ihren Höhepunkt erreichte.
Diese bemerkenswerte Tatsache wurde vermutlich auch als eine Art „Gottesurteil“ über Uhle angesehen. Die Glaubwürdigkeit Uhles war wiederhergestellt bzw. bestätigt. Sicher wurde sein aufopferungsvolles Wirken über die Grenzen der Stadt hinaus bekannt, sodass es wahrscheinlich nicht schwierig war, nach dem Pestpfarramt wieder eine normale Stelle als Gemeindepfarrer anzutreten. Von 1568 bis zu seinem Tod wirkte Uhle 25 Jahre lang als Pfarrer in Breitenbrunn. In dem damals vom Bergbau und Waldbau geprägten Ort lebte er anfangs mit seiner Frau, die nach 48 Ehejahren etwa 1577/78 verstarb. Er kümmerte sich um alle pfarramtlichen Belange und als einer der wenigen im Dorf, die lesen und schreiben konnten, auch um die Unterweisung der Kinder.
Am 7. April 1594, dem ersten Sonntag nach Ostern, erlitt Uhle vor dem Altar einen Schlaganfall; er verstarb um 13 Uhr. Ob er in der Breitenbrunner Kirche oder auf dem zugehörigen Friedhof begraben wurde, ist unbekannt. Am Rand des Kirchhofes in Breitenbrunn erinnert ein Gedenkstein an Wolfgang Uhle. An der Mordstelle bei Clausnitz befindet sich der „Pfarrer-Uhle-Stein“.